# Борковичі (станція)
Бо́рковичі (біл. Бо́ркавічы) — проміжна залізнична станція 5-го класу Вітебського відділення Білоруської залізниці на лінії Полоцьк — Бігосово між зупинними пунктами Беніславського (6,8 км) та Підозерці (6,6 км). Розташована в однойменному селі Борковичі Верхньодвінського району Вітебської області.

## Історія
Станція відкрита 1866 року під час будівництва Риго-Орловської залізниці.

## Пасажирське сполучення
На станції Борковичі зупиняються регіональні поїзди економкласу сполученням Полоцьк — Бігосово.